# 本と暮らしのあるところ だいかい文庫
本と暮らしのあるところ だいかい文庫（ほんとくらしのあるところ だいかいぶんこ）は、兵庫県豊岡市大開通りにあったシェア型私設図書館。書店。2020年（令和2年）12月5日に開館した。2025年6月30日をもって閉所した。

## 特色

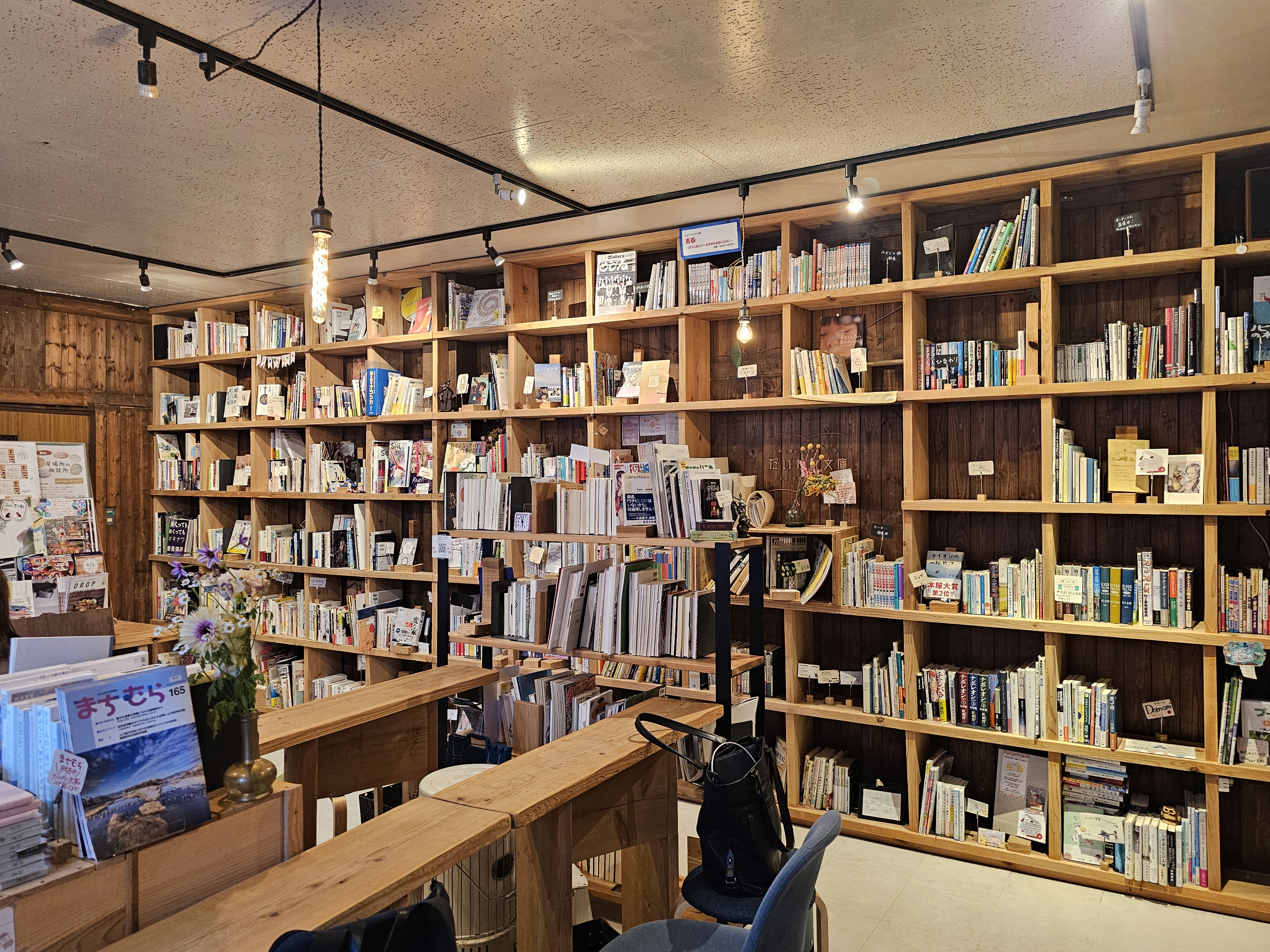
館内

運営団体は一般社団法人「ケアと暮らしの編集社」（代表理事：守本陽一）。ケアとまちづくり活動の実践を通して、病院の中からは見えない病の原因（孤独や生きがい、社会の中での自己の役割、過疎地域での医療など）をケアし、病気予防や病後の生活支援が自然と成立する地域共生社会の実現をめざして、2020年（令和2年）に医療介護関係者を中心に設立された。全国に数十館以上ある一箱本棚オーナー制度を採用した「みんとしょ」のひとつだが、医療福祉相談の場として機能させるために開設された私設図書館であるという点が特徴的。本棚オーナーは2023年（令和5年）時点で約80人。
有志の一般市民のほか看護師やメンタルヘルスケアの有資格者など医療福祉の専門家が店番を担い、健康や悩み事の相談にも応じる。現代社会における大きな疾病原因とされる孤独やひきこもりからの孤立などの社会問題にコミュニティとしてアプローチする「社会的処方」の取り組みとして注目される。

## 沿革

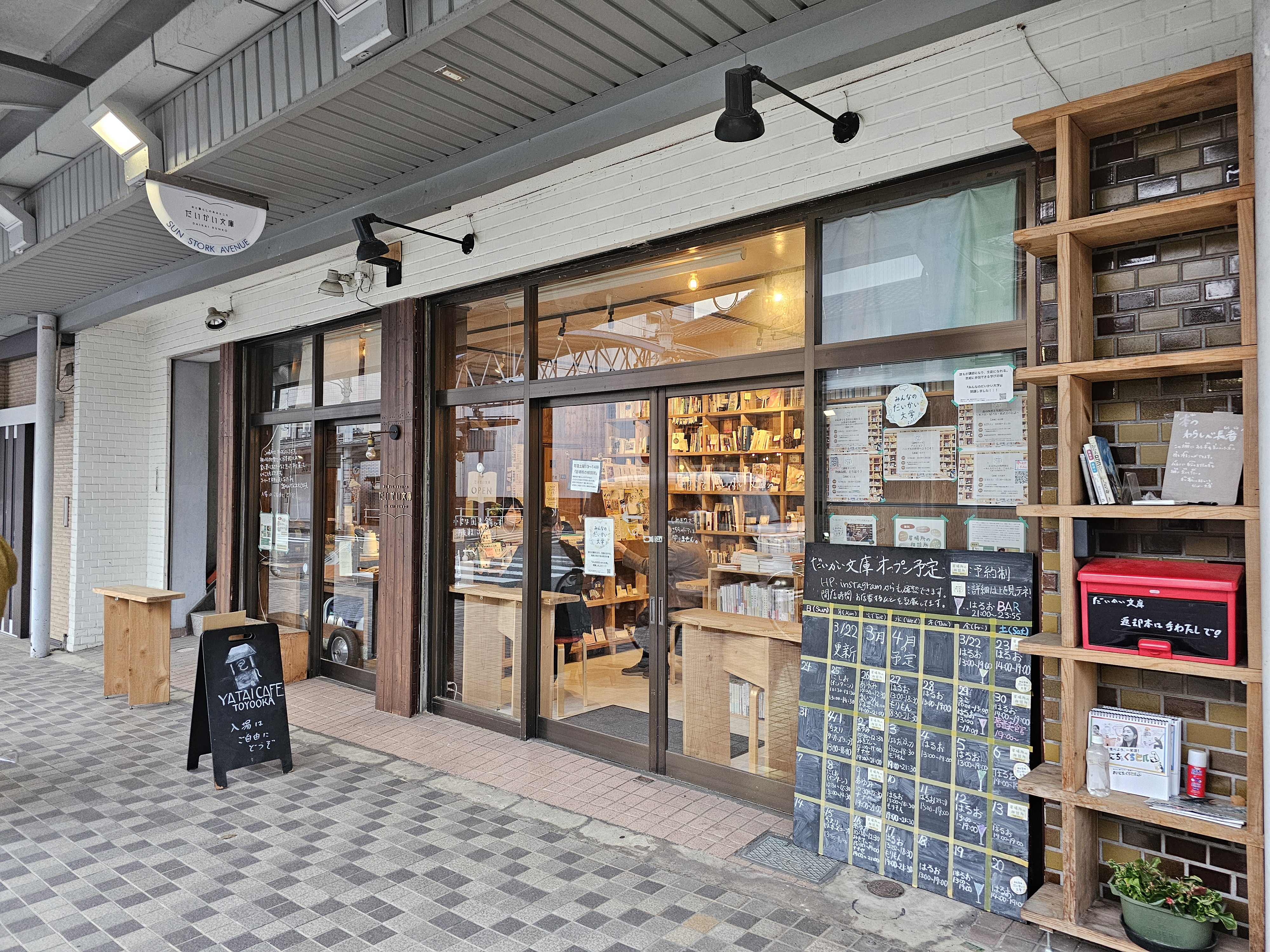
外観

2016年（平成28年）当時、公立豊岡病院の研修医であった守本陽一を中心とする医療従事者らが、病院で待っているだけでは必要な患者に医療が届かないと感じたことから、地域の人々との接点を開拓するべく始めた移動式のコーヒー屋台カフェ「モバイルｄｅ健康カフェ」を前身とする。隣市・養父市出身の守本は2014年（平成26年）に有志の医学生らと豊岡市でフィールドワークを行い、地域特有の健康課題を発見するための「地域診断」に取り組み、統計データなどから体調が悪くても救急車を呼ぶことを我慢してしまう人がいることなどの課題に着目した。その分析を基に病気を発症してからではなくどう健康に暮らすかに着眼点をおいて医療教室を企画したが、当日参加した市民はわずか1人という挫折を経験した。この経験から「自発的に医療機関に来ない人や医療や健康に関心がない人とつながるには従来の方法では限界がある。」「参加したくなる楽しいアプローチが必要。」と考え、2016年（平成28年）の屋台カフェの取り組みに着手する。
屋台カフェ（YATAI CAFE）は東京都で家庭医らが取り組んでいた先行事例があり、これを参考に地域活動に関心が高い看護師や介護職員、行政の職員らと協働して始めたもので、月に1～2回、コーヒーを配りながら住民と世間話をする延長で、気が付けば医療従事者と健康に関する話ができることもある、という状況を創出した。この取り組みでの出会いをきっかけに、病気で不登校になっていた高校生が地域の社会福祉協議会の職員や音楽関係者らと縁を持ったことで、外出の機会が増え社会復帰できたなどの成功事例がある。
映画館とのコラボイベントやアート作品への出演等、それまで医療とは無縁だった分野とも連携して、医療や福祉などの専門機関に掛かる前段階にあるまちの人々のケアの橋渡しをするなかで、より街に暮らす人々とともに、街全体の健康づくりを実現するための固定場所として、豊岡市のメインストリートである大開通りの空き店舗を借りて2020年（令和2年）12月5日に開業したのが「だいかい文庫」である。カジュアルに健康相談ができる場を模索する中で、本を媒介に人と人がつながることができる「図書館」という空間に着目し、屋台カフェの活動を通して知り合った人々や、施設オーナーが、建物改修や運営にも協力している。屋台での取り組みは継続しながらより多様な人々と交流できる場を求めたもので、開業資金は約2ヵ月間のクラウドファンディングを通して集めた約290万円が改修費や家賃などの運営費に充てられた。2020年（令和2年）12月の開業当初は平日週2日の夜と土曜午後にのみオープンし、医師の守本と理学療法士1名がスタッフとして常駐し、ケアに関する相談会などを行った。2022年（令和4年）時点では不定休ながら週5日以上開館し、守本のほかメンタルケア心理士の有資格者が週に1回相談に応じている。
2025年6月23日、運営団体「ケアと暮らしの編集社」は同年6月30日をもって当面の間すべての事業活動を停止すると発表、また同日をもってだいかい文庫は閉所した。

## 主な取り組み

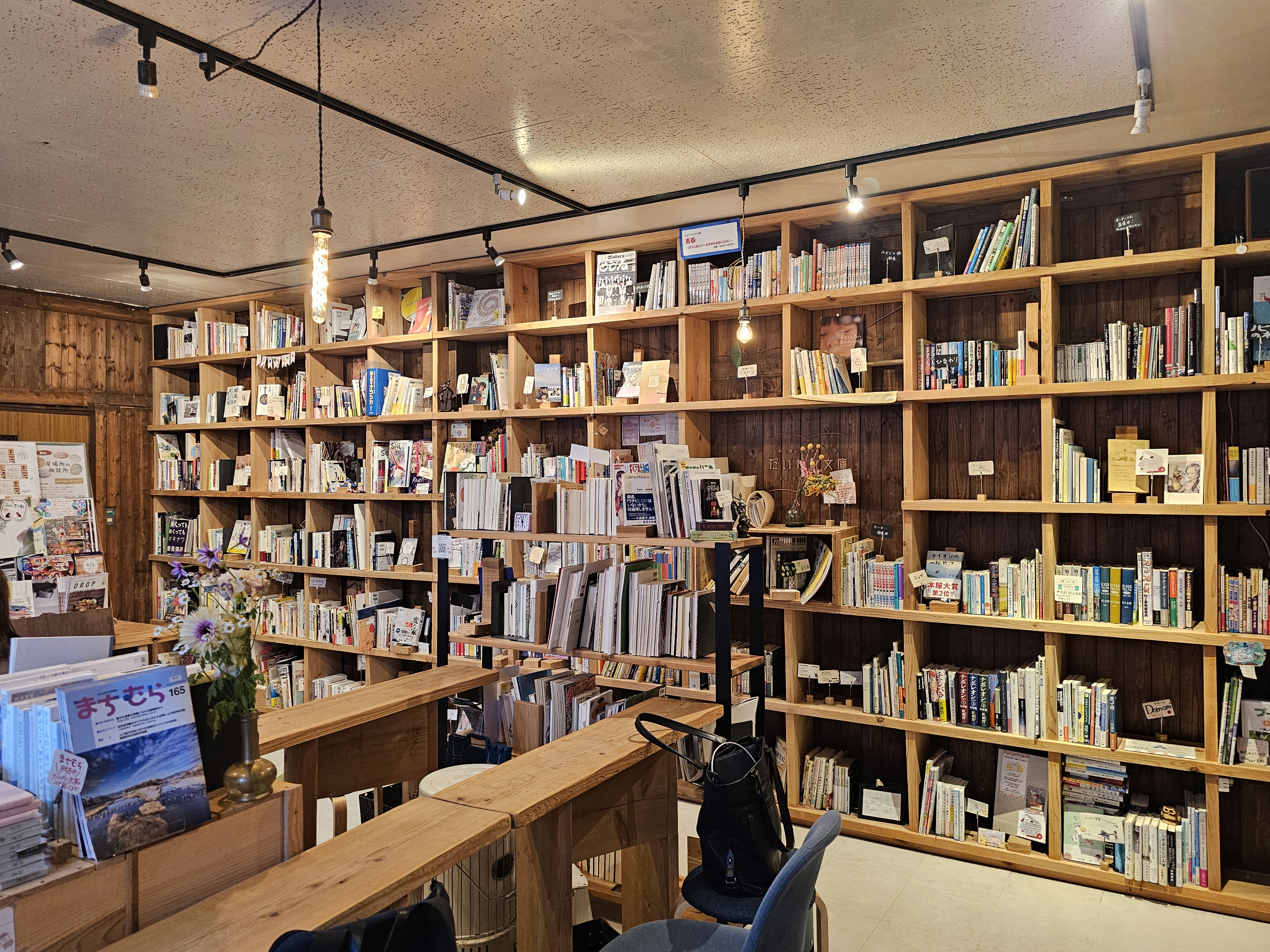
貸出対象である一箱本棚

### 書籍の取り扱い
一箱本棚オーナー制度（みんとしょ）による個人蔵書の貸出と、新刊書籍の販売を行う。貸出書籍は、初回に利用登録料300円を払えば、その後は誰でも2週間に2冊まで無料で借りられる。このシステムには「リブライズ」が利用されており、LINEもしくはFacebookのアカウントで登録する。また、これらSNSアカウントがない場合は500円で図書カード（シール）を作成し、利用することができる。
貸出対象である一箱本棚は、店舗入り口からみて正面の壁に開業時点で約60区画あり（2023年時点で約80区画に拡張）、1区画が縦・横約40センチメートル、奥行き約25センチメートル。
本棚オーナーになるには、月2,400円の登録料を支払う。2024年（令和6年）現在約80スペースが本棚オーナーのために提供されており、医療従事者や行政職員、映画館スタッフ、絵画教室の主宰者、ゲストハウス経営者、地域おこし協力隊員などが登録し、自らの推薦図書を並べている。本棚オーナーが企画展を実施するなど「表現の場」としても機能しており、本棚オーナーは有志で店番も行い、利用者と交流したり、読者から感想カードをもらうことができる。店番の過ごし方は基本的に自由で、だいかい文庫側から店番に求める役割は「来た人に必ず声をかける」ことのみとされる。交代で店番を担う有志は2023年時点で約20人。
販売本は店舗入り口から見て側面の壁の本棚であり、スタッフが選書した新刊書籍のみを扱う。主に、まちづくりやケアに特化した人文系書籍やアートに関わる本を扱っている。

### カフェ

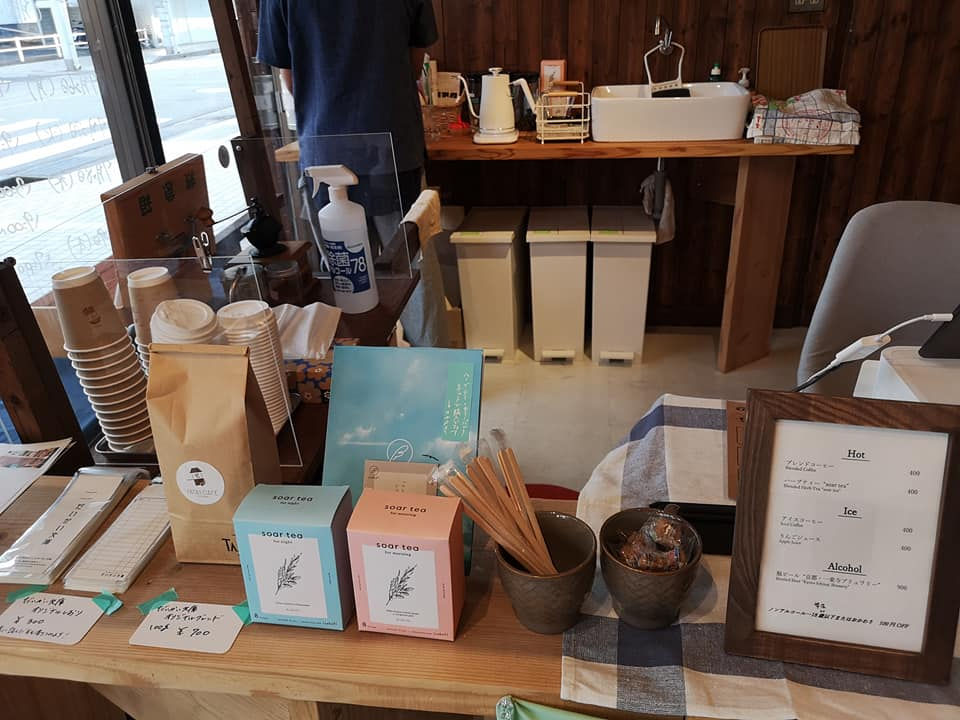
カウンター

まちやケアに由来する物を特に選び、コーヒー、ハーブティー、りんごジュース、ビールを販売提供する。

### 居場所の相談室
毎週土曜日の午後に、医療福祉の専門家が、健康や居場所についての無料相談を行っている。市民がささいな悩み事を気軽に相談できる場として機能することをめざしており、相談者本人の希望と必要に応じて、保健所や社会福祉協議会や地域包括支援センター等の行政の相談機関につなぐこともある。
うつと診断された患者や大学を中退して社会的な居場所を失った学生など、体調を崩してひきこもりがちにだった人々が、だいかい文庫で出会った人々と交流したり、店番を引き受けるうちに社会活動のリハビリが実現していたり、失業者をハローワークや社会福祉協議会につないだり、子猫の里親を探したりといったことを、地域で活動する本棚のオーナーを通して実現したこともある。

### みんなのだいかい大学
「みんなのだいかい大学」は、自分の趣味や特技を共有したい有志がだれでも講師になることができる市民大学である。講師は場所代や講師登録料などの負担は一切なく、講座形態や内容や必要な文章の作成や広報もだいかい文庫のスタッフがサポートして講座開催につなげる。
受講も自由で、誰でも自分の興味がある講座を選択して500円の受講料で直接参加できる。

## 評価

### 受賞
- 2021年度「まちづくり功労者国土交通大臣表彰」受賞[2]
- 2022年「YATAI CAFE TOYOOKA」として「人間サイズのまちづくり賞」まちづくり活動部門 兵庫県知事賞受賞[24]
- 2022年度 グッドデザイン賞「私の選んだ一品 2022年度グッドデザイン賞 審査委員セレクション」受賞[25][3]

### メディア掲載
- NHK総合 - NHKニュース おはよう日本 2023年6月25日放送（7:31-7:36）「医師が開いた図書館 社会的処方の拠点に」[22]

### 書籍
- 『ケアとまちづくり、ときどきアート』西智弘, 守本陽一, 藤岡聡子共著　中外医学社, 2020年6月刊